# World of Warcraft: Mists of Pandaria
A World of Warcraft: Mists of Pandaria (röviden MoP) a World of Warcraft című MMORPG videójáték negyedik kiegészítője. 2011. október 21-én jelentette be megjelenését Chris Metzen a BlizzCon 2011 alatt. A játékot 2012. szeptember 25-én adták ki.

## Történet
A Kataklizmát (Cataclysm) a halandó hősök sikeresen megakadályozták, mikor a tébolyult fekete sárkányaspektust, Halálszárnyat (Deathwing) végleg elpusztították, ám az általa korábban keltett geológiai változások nyomán egy több tízezer éves kontinens, Pandaria addig áthatolhatatlannak hitt misztikus köde felbomlott, a Szövetség (Alliance) és a Horda (Horde) egyik döntetlenül végződő pusztító tengeri ütközetüket követően pedig a túlélők hajótörést szenvedtek az új világ partján. A két nagy frakció hódításra készül, de nem sejtik, háborús indulataik milyen veszedelmes erőknek nyújt táptalajt e békés világban.

## Újdonságok
- Az elérhető maximális szint 85-ről 90-re emelkedett.
- Új kontinens: Pandaria.[4]
- Új faj: Pandaren.[5]
- Új kaszt: Monk.[6]
- Új szabadidős tevékenység: Pet Battle System.[7]
- Új PvE módok: Scenario[8] és a Challenge Mode.[9]
- Teljesen megújult talent-rendszer.

## Az új kontinens: Pandaria
A Mists of Pandaria a klasszikus Azeroth világát egy új földrésszel gazdagítja; Pandaria kontinensével. A kontinenst mind ezidáig szabad szemmel átláthatatlan ködfátyol burkolta körül, ami a tengerészek számára bizonytalan, veszélyes célponttá tette a felderítésre, ám a Kataklizma ezt a mágikus erőt elsöpörve felfedte a szárazföldet, így megindulhatott az új világ felfedezése. A Szövetség és a Horda korábban kirobbant háborúskodása elől nem menekülhettek meg az itt élők sem, ami pedig ennél is rosszabb, egy rég elfeledett gonosz erő, a Sha az idegen hódítók képviselőiből áradó negatív érzelmekből erőt nyerve megelevenedett, majd sötét varázslataival elkezdett megfertőzni mindent.
A kontinens sok, a valós távol-keleti országok környezetéből és építészetéből merítő zónával rendelkezik, mint például a bambuszfák zöldellő erdeitől ismert Jade Forest, a hatalmas hegycsúcsokkal tarkított Kun-Lai Summit vagy a misztikus Vale of Eternal Blossoms. Az új kontinensen a két nagy frakció külön-külön látogatható központi várossal rendelkezik, a Szövetség fennhatósága alá a Shrine of Seven Stars, míg a Horda kezére a Shrine of Two Moons került. A Vale of Eternal Blossoms zónájában fekvő két ősi mogu épületegyüttesben megtalálható az adott nagy frakcióval szövetséges faji főváros, valamint Shattrath City és Dalaran felé vezető portálkapuk, bankok és egyéb szolgáltatások, kivétel ez alól az aukciós ház, és a foglalkozástanítók (profession trainer) döntő többsége.
Pandaria őshonos fajai is a fentebb említett kultúrákból indulnak ki, itt találhatóak az óriáspanda vonásaival rendelkező pandareneket egykor rabszolgaságba hajtó kínai oroszlánfejű, zsarnoki mogu-k, a japán díszpontyot idéző, bölcs jinyu-k, avagy az imádkozó sáskaszerű, intelligens mantid rovaremberek.

## Az új faj: Pandaren
A Mists of Pandaria a World of Warcraft játszható fajainak eddigi 12 tagját egy új képviselővel egészíti ki; a Pandaren fajjal.
Ezen pandarenek ősei már több évszázada elhagyták szülőföldjüket, és egy hatalmasra nőtt tengeri teknős hátán kialakult földdarabon, a Wandering Isle-n éltek generációról generációra. Békés mindennapjaik azonban végett értek, amikor a szelíd óriás a Maelstorm ("Örvény") közelébe tévedett, annak fogságába esve a rajta kialakult szigeten katasztrófák következtek be. Az itt lakó pandaren kalandozók először találkoznak Azeroth két nagyhatalmának képviselőivel, emiatt pedig válaszútra kényszerülnek, amely döntően befolyásolja további sorsukat a Kataklizma valamint a világméretűvé terebélyesedő háborúk korában.
A pandarent indító játékos semlegesként indul, később pedig szabadon elhatározhatja, hogy az egymással ellenséges két nagy frakció közül melyik oldalán harcol tovább; A Szövetség oldalán a Tushui áll, vezetőjüknek pedig Aysa Cloudsinger-t ismerik el, míg a Horda oldalára a Huojin került, akiket Ji Firepaw képvisel. A játszható pandaren faj két frakciója a sziget elhagyását követően örökre ellenségei lesznek egymásnak, és elveszítik közösen beszélt nyelvüket is, ám osztozni fognak a racial trait-okon ("faji jellemző"), és szárazföldi mount-on ("hátas"), a dragon turtle-n ("sárkányteknős"). A pandaren az alábbi kasztokat választhatja; hunter, mage, monk, priest, rogue, shaman és warrior.

## Az új kaszt: Monk
A Mists of Pandaria a World of Warcraft választható 10 lehetséges kasztját egy újjal bővíti ki; a Monk (Szerzetes) kaszttal. Közelharcos (melee) hibrid kaszt, amely rendelkezik mindhárom PvE szerepkörhöz szükséges ismeretekkel, páncélzattípusa pedig a szövet (cloth) és a bőr (leather) lehet. Közismert fegyvere ugyan a bot (staff) és az ökölfegyver (fist weapon), de forgathat egykezes kardot (sword), -buzogányt (mace), és -fejszét (axe), valamint szálfegyvert (polearm). Alapvetően két energiaforrást használ; a hagyományos képességeihez energy-t, míg a különlegesebbekhez chi-t, amelyet bizonyos képességei generálnak.

## Új szabadidős tevékenység: Pet Battle System
A Mists of Pandaria új szabadidős, valódi foglalkozásnak (profession) nem minősülő tevékenysége a Pet Battle System ("Pet harcrendszer"). A kiegészítő előtt a karakter által megszerzett kisállatok (pet) csak szociális igényeket szolgáltak ki, mint díszállatok, ezek után viszont a játékos megismerve ezt a harcrendszert, az eddig megszerzett petjeinek döntő részét hadra tudja fogni, illetve kedvére el is nevezheti őket. Minden egyes harcra idomított pet külön családba (például Aquatic;  Elemental; Magic) lesz besorolva, amely meghatározza, melyik másik család képviselője ellen lehet alapvetően erősebb vagy gyengébb, valamint eltérő passzív képességekkel fognak rendelkezni. Ez a harcrendszer körökre osztott párbajból áll, ahol más játékosok mellett minden eddigi zónában előforduló vad kisállatok (amelyeket be is lehet fogni), és NPC-k ellen vívhatnak meg, de elérhető véletlenszerű meccseket generáló szolgáltatás is. A harcok után a játékos helyett a részt vevő pet kap tapasztalati pontot, így fejlődik és erősödik meg, valamint szerezz rá szabott új képességeket.

## Játékmenet
A Mists of Pandaria sok tekintetben a World of Warcraft eddigi legnagyobb változásait hozó kiegészítője lett, hiszen a játék nem egy formulája gyökeresen módosult. A karakter által elérhető maximális szint 90-re emelkedett. Fontos megjegyezni, hogy csak a maximális szinten érhető el a kontinensen való szabad repülés.

### Az új talent-rendszer, a specializáció és a glyph-ek
A kiegészítő egyik legdrámaibb játékmenetbeli változása az alapjátékban megjelenő, és az őt követő korábbi kiegészítőkben folyamatosan bővített és kiegyensúlyozott ún. talent tree ("tehetségfa") teljes megszűnése. Nincsenek többé minden egyes vagy minden második szinten elosztható talent pontok, hanem a specializációktól független képességek rendszere jött létre. Az új rendszerben a karakter az első három szabadon választható képességet a 15. szinten érheti el, minden további 15. szinten megnyílik a lehetőség további újabb három lehetőség felé egészen 90. szintig (ez alól kivételt képez a death knight). Az új forma (látszólag) jóval kevesebb képességet tartalmazz, továbbá minden egyes fokon csak egyetlen képességet lehet aktiválni.
Megjelent az ún. specialization ("specializáció") rendszere is. A kasztoknak korábban sok olyan képessége volt, amelyeket a talent tree elosztása miatt ritkán vagy egyáltalán nem is használt, ennek viszont vége, már csak olyan specializációtól független alapképességek maradtak, amelyekre a játékos mindenképp építhet, főleg mert a korábbi talent képességek egy része nem került ki, hanem beolvadt a specializációk meghatározott ágaiba. Ehhez kötődő fontos változás még, hogy a class trainer ("kaszttanító") szerepe is jelentősen csökkent, mivel a karakter ezentúl magától megtanulja az összes elérhető kasztképességet, így számára nem maradt más feladat, mint a specializációk újraindításának biztosítása.
Az Inscription foglalkozás egyik főeleme, a glyph rendszer se maradt érintetlen; teljes egészében kikerültek az ún. prime glyph-ek, csak a major- és a minor típusok maradtak, előbbiek örökölték a kitörölt típus egyes tagjait, utóbbiak közül pedig sok kapott "fun" opciót, tehát nem rendelkeznek igazán gyakorlati haszonnal, csak a képességekhez kötődő effektusokat módosítják. Ugyanakkor a megmaradt két típus közül továbbra is csak 3-3 lehet egyidejűleg aktív.

### Frakciók
A Mists of Pandaria kiegészítőben is megjelentek új frakciók, mint Pandaria nagyra becsült templomait védelmező August Celestials, és a velük együtt harcoló, nindzsa-harcmodorukról ismert
Shado-Pan, vagy a Tillers, akiktől a játékos szerezhet saját farmot, hogy ott termesszen alapanyagokhoz szükséges növényeket.

### PvE(Player versus Environment)
A kiegészítő számos pandariai instance-val, és raid-del gazdagodott, köztük például a pandaren sörfőzés feldúlt székhelye, a Stormstout Brewery, a moguk ősi fellegvára, a Mogu'shan Palace, illetve a kontinenst eltakaró varázslatnak felszentelt kiindulópontja, a Terrace of Endless Spring. A korábbi kiegészítőhöz hasonlóan most is megjelent felújított, heroic ("hősi") nehézségen is elérhető térképek, például a vallási fanatikusokkal teli Scarlet Monastery.

#### Challenge Mode
A kiegészítő egyik PvE újdonsága az ún. challenge mode ("kihívás"). A challenge mode minden pandariai illetve ebben a kiegészítőben felújított klasszikus instance-hoz választható nehézségi fokozat, amely nemcsak időre megy, de a rendszer automatikusan az instance-hoz igazítja a játékosok gear level ("felszerelés-szint") állását is, ezért valóban a széles körű tapasztalat segítheti a játékosokat. Nem lehet rá ismeretlenül jelentkezni, csak az adott szerveren összeállt játékosok indulhatnak neki. Az adott instance challenge módban való teljesítése három, természetesen egyre kiemelkedőbb fokozatban jutalmaz.

#### Scenario-k
A kiegészítő másik PvE újdonsága az ún. scenario ("szituáció") megjelenése. Ezek olyan zárt instance-ok, amelyeket három fővel lehet teljesíteni, így a hagyományos "tank-healer-DPS" szerepkörök nélkül lehet egyszerű csapatküldetéseken át akár igazi csatamezőkön is harcolni.

### PvP(Player versus Player)
A kiegészítő két új 10-10 fős battleground-dal, a Silvershard Mines nyersanyagpont-gyűjtő illetve a Temple of Kotmogu tárgybirtokló pályájával, továbbá a Tol'vir Proving Grounds arénával bővült.

### Egyéb fontos változások
A kiegészítő a fentebb külön kiemelt változásokon túl sok egyéb módosítást is tartalmaz.
- Felhasználóhoz kiterjesztett achievement-ek, hátasok és petek - Sok korábbi illetve a kiegészítővel megjelent achievement vált a felhasználó címéhez kötődve, így ha a játékos egy ilyen achievement-et teljesít, a felhasználó összes többi karaktere is megszerzi azt. Ugyanez érvényesül a hátasokra és a petekre is, természetesen a felhasználó csak akkor szerzi meg ezeket, ha a megfelelő oldalon (Szövetség vagy Horda) illetve szinten van, vagy a megfelelő foglalkozást űzi használatához.
- Szerverközi zónák - Új szociális illetve csapatépítő lehetőségként bevezették az u.n. Cross-Realm Zone-kat. Olyan hagyományos zónák válhatnak szerverközivé, amelyeken a játékosok meghívás vagy bizonyos csapatküldetés alatt egy területen vannak, és egy cél felé tartanak. Ezzel akarják csökkenteni az egyes szerverek kevés játékos jelenléte miatti kihaltságát.
- Feketepiac[22] - A Veiled Stair átjáró-zónában található Tavern in the Mists olyan aukciós házzal rendelkezik, ahol csak nagyon ritka, TCG-s, kitörölt, illetve megszerezve a karakterhez kötődő (Binds of Pickup) felszereléstárgyakat, pet-eket, és mount-okat lehet beszerezni csak az NPC-ktől. Az aukció nagyon magas kezdőlicitről indul, és nincs mód a kivásárlásra (buyout).

A többi változást az új kiegészítő előtt kiadott Patch 5.0.4 leírása tartalmazza.

## Kiadás és fogadtatás
Először az MMO Champion oldal szellőztette meg az új kiegészítőt a Blizzard által megengedett Mists of Pandaria címen 2011. július 28-án, amit végül 2011. augusztus 2-án hivatalosan is elismertek. A Blizzard ekkor elmagyarázta, hogy a kiegészítőben Garrosh Hellscream egyre harciasabbá válik, fokozva ezzel nemcsak a Szövetséggel vívott háborút, hanem a Hordán belüli megosztottságot is, amely végül Orgrimmar ostromához fog vezetni.
Október 21-én, a 2011-es BlizzCon-on Chris Metzen a nyitóceremónián bejelenti a Mists of Pandaria kiegészítőt. 2012. március 21-én elindul a béta tesztelése, majd július 20-án megindul a nyílt tesztszerver (PTR) is, végső kipróbálásként a megjelenés előtt. Augusztus 16-án a Gamescom 2012-ön bemutatják a kiegészítő nyitómoziját.

### Eladások
Az új kiegészítő nagyon vegyes fogadtatásban részesült, ez a játékszoftver eladását is komolyan befolyásolta. A 2012. szeptember 9-én kiadott új kiegészítőből az első héten csak 700 000 darab fogyott az előtte kiadott Cataclysm kiegészítő 3,3 milliójával szemben. Ugyanakkor ezek a számok nem tartalmazták a digitális úton eladott kópiákat.
Október 4-én a Blizzard jelentette, hogy a megjelenést követő első héten valójában 2,7 milliót adtak el, világviszonylatban az előfizetők száma pedig elérte a 10 milliót.
A Blizzard eddigi játékai közül ez volt az első, amely digitális úton jobban elkelt, mint a hagyományos fizikai vásárlás során. A két eddigi kiadási forma mellett megjelent az úgynevezett digital deluxe edition (DDE) is, amely nem tartalmazta a gyűjtői kiadás (Collector's Edition) hagyományos darabjait, mint a játékhoz kapcsolódó, kidolgozott alkotásokkal teli művészkönyvet (artbook), vagy a zenéket tartalmazó hanglemezt (soundtrack). Mind a gyűjtői, mind a DDE kiadásban a játékos kapott egy egyedi repülő kínai jade oroszlánhátast, egy úgyszintén kínai oroszlánkölyök petet, továbbá a StarCraft 2: Wings of Liberty-hez kapcsolódó új portrékat és emblémákat, valamint a Diablo 3-hoz való új zászlópecsétet és kiemelőmotívumot.
Az új kiegészítő fogadtatása alapvetően pozitív volt. Az erős kínai beütés, a keleti mitológia szerepe nem rombolta a World of Warcraft univerzumának hitelét, a PC World szerint a játék jól teljesített, sokaknak ez a sorozat eddigi legjobb kiegészítője, köszönhetően a jó történetvezetésnek, és az új tartalmaknak, és bár az új faj és kaszt túl sok kapcsolatot sejtett néhány játékon kívüli produkcióval (utalás a 2008-as Kung Fu Panda c. amerikai animációs filmre), de „nem jött ki »WoW-gyilkos«, és ha a Mists of Pandaria rettenetes kudarc is lett volna, a WoW halálának legvalószínűbb oka is csak öreg kora lesz majd”.